# Diócesis de Arcavica
La Sede titular de Arcavica es una Diócesis titular católica.

## Historia
Las ruinas de Arcavica se encuentran en el municipio de Cañaveruelas, fue una antigua ciudad de la provincia romana de Hispania Cartaginense (Tarraconense). Fue sede episcopal desde la época visigoda hasta la invasión árabe de la península. Actualmente es sede titular, siendo su obispo Grzegorz Ryś, obispo auxiliar de Cracovia.

## Episcopologio
- Pietro † (mencionado en 589)
- Teodosio † (mencionado en 610)
- Carterio † (antes de 633 - después de 638)
- Balduigio † (antes de 653 - después de 656)
- Mumolo † (mencionado en 675)
- Sempronio † (antes de 681 - después de 684)
- Gabinio † (circa 686 - después de 693)

### Titulares
- Liudas Povilonis, M.I.C. (7 nov 1969 - 9 ago 1990)
- Cristián Caro Cordero (12 mar 1991 - 27 feb 2001)
- Joaquín María López de Andújar y Cánovas del Castillo (19 mar 2001  - 29 oct 2004)
- Cecilio Raúl Berzosa Martínez (22 mar 2005 - 2 feb 2011)
- Grzegorz Ryś (16 de julio de 2011 - 14 de septiembre de 2017)
- Andrzej Iwanecki (desde el 18 de noviembre de 2017)